# Classique de Saint-Sébastien 2006
La 26e édition de la classique de Saint-Sébastien s'est déroulée le 12 août 2006. La course disputée sur un parcours de 225 kilomètres est l'une des manches de l'UCI ProTour 2006.
C'est l'Espagnol de l'équipe Bouygues Telecom, Xavier Florencio, qui l'emporte devant tous les favoris. Il donne ainsi son premier succès à son équipe sur une classique du ProTour.

## Récit
Dans la principale difficulté de l'épreuve, l'Alto de Jaizkibel, trois coureurs (les Espagnols Iban Mayo Euskaltel-Euskadi et Carlos Sastre Team CSC et le Russe Denis Menchov Rabobank). Mais derrière le peloton mené par l'équipe Caisse d'Épargne-Illes Balears pour le compte de son leader Alejandro Valverde (revenu à la compétition après sa fracture de la clavicule sur le Tour de France 2006) tente de revenir sur les échappés. Ils seront rejoints à seulement 5 km de l'arrivée.
La victoire s'est jouée au sprint devant un groupe encore constitué d'une cinquantaine de coureurs.

## Classement
| #  | Coureur             | Équipe                         |    | Temps           |
| -- | ------------------- | ------------------------------ | -- | --------------- |
| 1  | Xavier Florencio    | Bouygues Telecom               | en | 5 h 32 min 44 s |
| 2  | Stefano Garzelli    | Liquigas                       | +  | m.t             |
| 3  | Andrey Kashechkin   | Astana-Würth                   |    | m.t             |
| 4  | Alexandre Botcharov | Crédit agricole                |    | m.t             |
| 5  | Cristian Moreni     | Cofidis                        |    | m.t             |
| 6  | Mirko Celestino     | Team Milram                    |    | m.t             |
| 7  | Ricardo Serrano     | Kaiku                          |    | m.t             |
| 8  | Alejandro Valverde  | Caisse d'Épargne-Illes Balears |    | m.t             |
| 9  | George Hincapie     | Discovery Channel              |    | m.t             |
| 10 | Franco Pellizotti   | Liquigas                       |    | m.t             |

| Premier   | Jon Bru Espagne              | 3 pts |
| Second    | Mikel Pradera Espagne        | 2 pts |
| Troisième | José Antonio Redondo Espagne | 1 pts |

| Premier   | José Azevedo Espagne     | 3 pts |
| Second    | Freddy Bichot France     | 2 pts |
| Troisième | Mario de Sárraga Espagne | 1 pts |

| Premier   | Jon Bru Espagne            | 6 pts |
| Second    | Freddy Bichot France       | 4 pts |
| Troisième | Mario de Sárraga Espagne   | 2 pts |
| Quatrième | José Antonio Lopez Espagne | 1 pts |

| Premier   | Jon Bru Espagne              | 6 pts |
| Second    | José Antonio Redondo Espagne | 4 pts |
| Troisième | Mario de Sárraga Espagne     | 2 pts |
| Quatrième | Ruben Oarbeascoa Espagne     | 1 pts |

| Premier   | Denis Menchov Russie       | 10 pts |
| Second    | Carlos Sastre Espagne      | 8 pts  |
| Troisième | Iban Mayo Espagne          | 6 pts  |
| Quatrième | Luis Pérez Espagne         | 4 pts  |
| Cinquième | Alejandro Valverde Espagne | 2 pts  |
| Sixième   | Fränk Schleck Luxembourg   | 1 pts  |

| Premier   | Carlos Sastre Espagne | 3 pts |
| Second    | Iban Mayo Espagne     | 2 pts |
| Troisième | Denis Menchov Russie  | 1 pts |

| Premier   | Jon Bru Espagne       | 15 pts |
| Second    | Denis Menchov Russie  | 11 pts |
| Troisième | Carlos Sastre Espagne | 11 pts |

| Premier   | Alexandr Kolobnev Russie | 3 pts |
| Second    | Jon Bru Espagne          | 2 pts |
| Troisième | Angel Vallejo Espagne    | 1 pts |

| Premier   | José Antonio Lopez Espagne | 3 pts |
| Second    | Alexandr Kolobnev Russie   | 2 pts |
| Troisième | Anthony Charteau France    | 1 pts |

| Premier   | Jon Bru Espagne            | 3 pts |
| Second    | Matej Jurčo Slovaquie      | 2 pts |
| Troisième | José Antonio Lopez Espagne | 1 pts |

| Premier   | Iban Mayo Espagne     | 3 pts |
| Second    | Carlos Sastre Espagne | 2 pts |
| Troisième | Denis Menchov Russie  | 1 pts |

| Premier   | Iban Mayo Espagne     | 3 pts |
| Second    | Denis Menchov Russie  | 2 pts |
| Troisième | Carlos Sastre Espagne | 1 pts |

| Premier   | Iban Mayo Espagne        | 6 pts |
| Second    | Jon Bru Espagne          | 5 pts |
| Troisième | Alexandr Kolobnev Russie | 5 pts |

## Classements annexes
- Meilleur Basque/Navarrin : Patxi Vila (Lampre)
- Meilleure équipe : Saunier Duval - Prodir